# 兵庫県道104号物部藪崎線
兵庫県道104号物部藪崎線（ひょうごけんどう104ごう もののべやぶさきせん）は、兵庫県朝来市から養父市に至る一般県道である。

## 概要
朝来市物部から養父市薮崎に至る。円山川沿いに国道9号・国道312号の対岸を走る道路である。
和田山 - 薮崎は旧国道9号（旧山陰道）を踏襲していたが、2000年（平成12年）3月に円山川グリーンロードが開通したことで旧道は兵庫県道255号上村養父線重複区間と兵庫県道271号朝倉養父停車場線重複区間を除き町道（現在は市道）に降格した。
以前は兵庫県道104号物部養父線だったが、2013年（平成25年）4月1日に兵庫県道104号物部藪崎線に改称した。

### 路線データ
- 起点：朝来市物部（兵庫県道70号十二所澤線交点）
- 終点：養父市薮崎（大屋橋交差点、京都府道・兵庫県道2号宮津養父線終点）
- 総延長：20.327 km

## 歴史
- 1972年（昭和47年）2月7日 - 主要地方道5号姫路豊岡線の廃止に伴い兵庫県道518号砥堀本町線とともに認定[注釈 2]。
- 2013年（平成25年）4月1日 - 兵庫県告示第546号により、路線名を「物部養父線」から「物部藪崎線」に変更[1]。

## 路線状況

### 別名
- 円山川リバーサイドライン（朝来市（旧和田山町） - 養父市大薮間）

### 重複区間
- 兵庫県道273号金浦和田山線（朝来市和田山町和田山 - 朝来市和田山町玉置・玉置交差点）
- 京都府道・兵庫県道2号宮津養父線（養父市大薮・千石橋交差点 - 養父市薮崎・大屋橋交差点（終点））

別線
- 国道9号（朝来市和田山町土田・土田交差点 - 朝来市和田山町宮田・宮田交差点）
- 兵庫県道10号朝来出石線（朝来市和田山町宮田・宮田交差点 - 朝来市和田山町林垣・糸井橋交差点）

### 道路施設

#### 橋梁
- 玉置橋（円山川、朝来市）
- 千石橋（円山川、養父市、京都府道・兵庫県道2号宮津養父線重複区間内）
- 大屋橋（大屋川、養父市、京都府道・兵庫県道2号宮津養父線重複区間内）

別線
- 糸井橋（円山川、養父市、兵庫県道10号朝来出石線重複区間内）

#### トンネル
別線
- 和田山トンネル：延長226 m、1963年（昭和38年）竣工、朝来市（国道9号重複区間内）

#### 道の駅
- やぶ（養父市）

## 地理

### 通過する自治体
- 朝来市
- 養父市

### 交差する道路
| 交差する道路                                                                               | 市町村名 | 交差する場所   | 交差する場所                                                                                         |
| ------------------------------------------------------------------------------------------ | -------- | -------------- | --- |
| 兵庫県道70号十二所澤線                                                                     | 朝来市   | 物部           | 起点                                                                                                 |
| 兵庫県道277号溝黒竹田線                                                                    | 朝来市   | 和田山町竹田   | |
| 兵庫県道136号浅野山東線                                                                    | 朝来市   | 和田山町栄町   | |
| 国道9号                                                                                    | 朝来市   | 和田山町和田山 | [ 注釈 3 ]                                                                                           |
| 兵庫県道104号物部藪崎線 / 別線                                                             | 朝来市   | 和田山町和田山 | 村下交差点                                                                                           |
| 兵庫県道273号金浦和田山線 重複区間起点                                                     | 朝来市   | 和田山町和田山 | |
| 兵庫県道273号金浦和田山線 重複区間終点                                                     | 朝来市   | 和田山町玉置   | 玉置交差点                                                                                           |
| 兵庫県道10号朝来出石線 兵庫県道104号物部藪崎線 / 別線 兵庫県道274号岡田林垣線              | 朝来市   | 和田山町林垣   | 糸井橋交差点                                                                                         |
| 兵庫県道255号上村養父線                                                                    | 養父市   | 養父市場       | 米地橋交差点                                                                                         |
| 京都府道・兵庫県道2号宮津養父線 重複区間起点                                               | 養父市   | 大薮           | 千石橋交差点                                                                                         |
| 国道312号 京都府道・兵庫県道2号宮津養父線 重複区間終点 兵庫県道6号養父宍粟線 重複          | 養父市   | 薮崎           | 大屋橋交差点 / 終点                                                                                  |
| 別線                                                                                       |          |                | |
| 兵庫県道104号物部藪崎線 / 本線                                                             | 朝来市   | 和田山町和田山 | 村下交差点 / 別線起点【北緯35度20分21.6秒 東経134度51分24.7秒 / 北緯35.339333度 東経134.856861度】   |
| 国道9号 重複区間起点                                                                       | 朝来市   | 和田山町土田   | 土田交差点                                                                                           |
| 国道9号 重複区間終点 兵庫県道10号朝来出石線 重複区間起点                                   | 朝来市   | 和田山町宮田   | 宮田交差点                                                                                           |
| 兵庫県道10号朝来出石線 重複区間終点 兵庫県道104号物部藪崎線 / 本線 兵庫県道274号岡田林垣線 | 朝来市   | 和田山町林垣   | 糸井橋交差点 / 別線終点【北緯35度21分25.9秒 東経134度49分54.5秒 / 北緯35.357194度 東経134.831806度】 |

### 交差する鉄道
- 播但線
- 山陰本線

### 沿線
- JR西日本播但線 竹田駅
- 竹田郵便局
- 朝来市立竹田小学校
- 朝来市立牧田小学校
- JR西日本山陰本線 和田山駅
- 和田山本町郵便局
- 朝来市立和田山中学校